# استفان مانژیونه
استفان مانژیونه (انگلیسی: Stéphane Mangione؛ زادهٔ ۲۵ دسامبر ۱۹۷۹) بازیکن فوتبال اهل فرانسه است.
از باشگاه‌هایی که در آن بازی کرده‌است می‌توان به باشگاه ورزشی آمیان، باشگاه فوتبال والنسین، باشگاه فوتبال دیژون، و باشگاه فوتبال نیم المپیک اشاره کرد.